# Simon Lüchinger
Simon Josef Lüchinger (* 28. November 2002 in Vaduz) ist ein liechtensteinisch-schweizerischer Fussballspieler.

## Karriere

### Vereine
Lüchinger wurde ab 2016 beim Hauptstadtklub FC Vaduz ausgebildet, bei dem er zur Saison 2019/20 in das Kader der zweiten Mannschaft befördert wurde. Im Sommer 2021 wechselte der Mittelfeldspieler in die Vereinigten Staaten und schloss sich der Collegemannschaft der Saint Francis University in Loretto an. Ende 2021 kehrte er zum FC Vaduz zurück und unterschrieb einen Profivertrag bis Sommer 2023. Nach 18 Einsätzen verliess er Vaduz im Januar 2025.
Nach einem Halbjahr ohne Verein wechselte Lüchinger zur Saison 2025/26 zum österreichischen Zweitligisten Schwarz-Weiß Bregenz, bei dem er einen bis 2027 laufenden Vertrag erhielt.

### Nationalmannschaft
Lüchinger kam seit 2017 für mehrere liechtensteinische U-Nationalteams zum Einsatz. Am 7. Juni 2021 gab er bei der 1:5-Niederlage im Freundschaftsspiel gegen die Färöer sein Debüt in der A-Nationalmannschaft, als er in der 62. Minute für Daniel Brändle eingewechselt wurde.

## Erfolge
- Liechtensteiner Cup: 2022